# 9640 Ліпенс
9640 Ліпенс (9640 Lippens) — астероїд головного поясу, відкритий 12 серпня 1994 року.
Тіссеранів параметр щодо Юпітера — 3,491.